# Vrede van Fort Stanwix

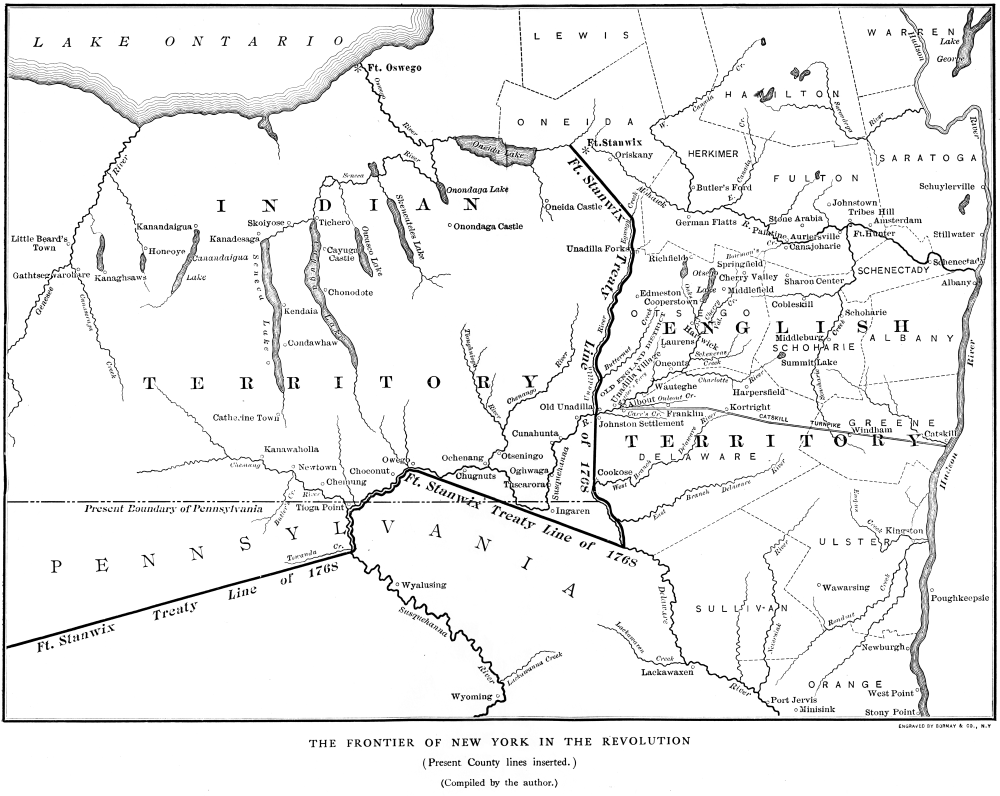
Een deel van de nieuw getrokken grenslijn in New York

De Vrede van Fort Stanwix was een verdrag tussen Groot-Brittannië en de Irokezen, getekend in 1768, waarin werd afgesproken tot hoever de Europese kolonisten konden gaan in hun veroveringen. Het verdrag werd ondertekend in Fort Stanwix in de staat New York, dat kort nadien verlaten werd.
De Irokezen waren een confederatie van de Mohawk, Onondaga, Oneida, Cayuga, Seneca en Tuscarora (de "Six Nations"). De Britse regering hoopte door een nieuwe grens af te bakenen het ongeregelde geweld langs de huidige grens te beteugelen en het doel van de Indianen was om met een definitieve grens de Britse kolonisten een halt toe te roepen.
De Irokezen droegen wat nu ongeveer Kentucky en West-Virginia is over aan de Britten, alhoewel de stammen die daar woonden (Shawnees, Delawares en Cherokees) niet vertegenwoordigd waren. Zij ontvingen in ruil talrijke giften en ruim 10.000 pond. Het verdrag leidde niet tot een definitieve vrede, maar was slechts een pauze in verdere vijandelijkheden.
Lange tijd waren historici van mening dat dit verdrag een voorbeeld was van de onredelijke concessies die de Indianen uit zwakheid moesten doen. Sinds eind twintigste eeuw wordt de onderhandelingsstrategie van de Irokezen echter meer en meer geapprecieerd, omdat zij relatief weinig gebruikt land weggaven, om de Britten weg te houden van hun eigen waardevolle thuisland.

## Primaire bron
- Complete tekst van het verdrag